# Szederjesvár
Szederjesvár egy mára elpusztult Árpád-kori kisvár a Mátra főgerincéhez tartozó Szederjes-tető közelében, Recsk és Kisnána között.

## Fekvése
A vár nem a Szederjes-tető 676 méter magas csúcsán, hanem annak északkeleti, három oldalról meredek lejtőkkel határolt 660 méter magas nyúlványán található. A hegy délkeleti részén szereplő Sánc-bérc elnevezése is vélhetően a vár erődítéseivel kapcsolatos. Környezete fölé mintegy 100 méterrel emelkedik.

## Története
A várról a középkori oklevelek nem tesznek említést, történetét régészeti kutatás hiányában nem lehet tisztázni. Feltehetőleg a 13. században épült magánföldesúri kisvárak közé tartozik. Építtetője az Aba nemzetség Borh-Bodon vagy Kompolti ágának valamelyik tagja lehetett. Pusztulása a 13. század végi, 14. század eleji anarchikus időszakra tehető.

## Feltárása
A várat legkorábban Pesty Frigyes 1864-es helységnévtára említi, majd 1905-ben Könyöki József és Nagy Géza várlistáján elpusztult várként szerepelt. Pásztor József Heves megye várairól írott műveiben 1911-ben és 1933-ban is említést tett a várról. Az 1980-as évek első felében Dénes József és Skerletz Iván mérte fel a várat. Területén kőépületre utaló nyomokat nem találtak, viszont Árpád-kori kerámia töredékei előkerültek. Régészeti feltárás a várban nem történt.

## Leírása
A vár két részből áll: a 0,05 hektár területű felső vár kiterjedése 15 x 15 méter. Ettől kis árok választja el az alsó várat, mely egy kisebb északnyugati és egy nagyobb délkeleti  részből tevődik össze. Ennek méretei: 35 x 15 méter. Az árok több részletben maradt fenn, egyes szakaszai a mai erdészeti út alatt futhatnak. A vár teljes területe 0,55 hektár.